# 下枝金之輔
下枝 金之輔（しもえだ きんのすけ、1889年〈明治22年〉1月22日 - 1969年〈昭和44年〉11月24日）は、大日本帝国陸軍軍人。最終階級は陸軍少将。

## 経歴
1889年（明治22年）に広島県で生まれた。陸軍士官学校第22期、陸軍大学校第35期卒業。1934年（昭和9年）8月1日に陸軍歩兵大佐進級と同時に敦賀連隊区司令官に着任し、1936年（昭和11年）3月に歩兵第19連隊長に転じ、1937年（昭和12年）11月に留守第9師団司令部附となった。
1938年（昭和13年）3月1日に基隆要塞司令官に就任し、7月15日に陸軍少将に進級し待命、7月27日に予備役に編入された。

## 栄典
位階
- 1938年（昭和13年）8月24日 - 従四位[3]